# Myrmeleon (Myrmeleon) javanensis
Myrmeleon (Myrmeleon) javanensis is een insect uit de familie van de mierenleeuwen (Myrmeleontidae), die tot de orde netvleugeligen (Neuroptera) behoort. 
Myrmeleon (Myrmeleon) javanensis is voor het eerst wetenschappelijk beschreven door van der Weele in 1909.